# 噗嗶啵～來自未來～
《噗嗶啵～來自未來～》是押切蓮介创作的日本漫画作品。于2007年4月11日至2009年8月5日，在免费在线漫画网站FlexComix Blood进行连载。2013年12月20日由AIC负责制作相关动画，并在东京电视台播放。

## 劇情簡介
故事描述小學5年級的主角「姬路若葉」，能看見一些其他人所看不見的「東西」，也因為這原因導致她在班上被其他人排擠。某日，若葉在路上撿到一隻神秘的小生物「噗嗶啵」，她的日常生活也開始逐漸改變⋯⋯。

## 登場人物
姫路若葉（配音：佐佐木詩帆）
小學五年級生。擁有感知靈的能力。
小波（配音：森千早都）
會發出“噗嗶啵”聲音的奇妙生物。
東禮子（配音：後藤麻衣）
剛轉學來的若葉的同班同學。超喜歡超自然現象的樂觀的眼鏡娘。
結城直哉（配音：大塚琴美）
若葉的同學。擁有感知靈的能力，接觸到靈可以看到靈的過去。
若葉爸爸（配音：藤原啓治）
若葉的父親，職業畫家。
若葉媽媽（配音：みさお）
若葉的母親。
爆散先生（配音：宮澤正）
若葉父親的老師。找到『忘失的邊境』的入口，並畫下來。
園田美代理（配音：大久保英恵）
時常欺負若葉的女生主犯。
雨山良平（配音：伊藤節生）
常欺負若葉的男生，其實對若葉有好感。
哈魯（配音：皆川純子）
住在『忘失的邊境』的鳥人，能夠自由的將手變成翅膀。
GueroroGeero（配音：金尾哲夫）
住在『忘失的邊境』的青蛙。知道小波的真實身分。
阿瑪納蘇・東・貝蘇卡特勒（配音：飛田展男）
住在『忘失的邊境』移動城堡裡，自稱是獨裁者。

## 出版書籍
舊版
| 卷數 | SB Creative    | SB Creative            | 東立出版       | 東立出版               |
| 卷數 | 發售日期       | ISBN                   | 發售日期       | ISBN                   |
| ---- | -------------- | ---------------------- | -------------- | ---------------------- |
| 1    | 2008年3月6日   | ISBN 978-4-7973-4703-6 | 2011年11月7日  | ISBN 978-986-10-8086-4 |
| 2    | 2009年1月7日   | ISBN 978-4-7973-5217-7 | 2012年2月21日  | ISBN 978-986-10-8087-1 |
| 3    | 2009年11月12日 | ISBN 978-4-7973-5728-8 | 2012年10月16日 | ISBN 978-986-10-8088-8 |

再版
| 卷數 | ほるぷ出版   | ほるぷ出版             |
| 卷數 | 發售日期     | ISBN                   |
| ---- | ------------ | ---------------------- |
| 1    | 2012年2月1日 | ISBN 978-4-593-85617-6 |
| 2    | 2012年2月1日 | ISBN 978-4-593-85618-3 |
| 3    | 2012年2月1日 | ISBN 978-4-593-85619-0 |

## 電視動畫

### 製作人員
- 原作：押切蓮介
- 監督：鈴木薫
- 系列構成：中條元史
- 人設：橫田拓己
- 美術監督：榊枝利行
- 色彩設計：山本未有
- 攝影監督：德田千明
- 編集：右山章太
- 音響監督：藤原啟治
- 音響制作：AIR AGENCY
- 動畫制作：AIC PLUS+
- 制作：AIC

### 主題曲
片尾曲「永遠の記憶に印させて」(第5話、第15話)
作曲：荒木真樹彦，編曲：嘉多山信，作詞：かの香織，主唱：瑞沢渓
片尾曲「Shred Gear Rhapsody」(第4話、第8話-第11話、第13話、第14話)
作詞、作曲：辻畑鉄也，編曲：森英治，主唱：PICASSO（ピカソ）

### 各話列表
| 話数   | 日文標題                 | 中文標題                   | 分鏡     | 演出              | 作画監督            |
| ------ | ------------------------ | -------------------------- | -------- | ----------------- | ------------------- |
| 第1話  | わかばと夕日と謎の生物   | 若葉和夕陽和謎之生物       | 鈴木薫   | 鈴木薫            | 永治健太            |
| 第2話  | あずまのあーちゃん       | 東家的小東                 | 鈴木薫   | 鈴木薫            | 原泰也              |
| 第3話  | 青春、それは君が見た夕日 | 青春、那是你看到夕陽       | 鈴木薫   | 鈴木薫            | 渡辺奈月            |
| 第4話  | 暗い日曜日               | 暗之星期日                 | 玉川真人 | 宇都宮正記        | 荒木裕              |
| 第5話  | 線路は続くよ、あの世まで | 鐵路還在繼續、直到那個世界 | 玉川真人 | 宇都宮正記        | 牧野龍一            |
| 第6話  | 類は友を遠ざける         | 物不以類聚                 | 玉川真人 | 中川淳 鈴木薫     | 中谷友紀子          |
| 第7話  | 見えない戸惑い           | 不見的迷茫                 | 玉川真人 | 中川淳 宇都宮正記 | 永治健太            |
| 第8話  | 闇の中の灯火             | 黑暗中的燈光               | 望月智充 | 鈴木薫            | 原奏也              |
| 第9話  | 夏の前                   | 夏之前                     | 望月智充 | 鈴木薫            | 中谷友紀子          |
| 第10話 | 亡失の最果て             | 忘失的邊境                 | 加藤誠   | 加藤誠            | 中谷友紀子          |
| 第11話 | 光降る地にて             | 在那光降之地               | 加藤誠   | 加藤誠            | 永冶健太            |
| 第12話 | ウマレカワリ             | 轉生                       | 沖田宮奈 | 宇都宮正記        | 原奏也              |
| 第13話 | 輪廻転生の泉             | 輪回轉生之泉               | 加藤誠   | 宇都宮正記        | 中谷友紀子 渡辺奈月 |
| 第14話 | 崩壊                     | 崩壞                       | 鈴木薫   | 鈴木薫            | 牧野竜一            |
| 第15話 | 夏の終わりに             | 在夏天結束時               | 鈴木薫   | 鈴木薫            | 横田拓己            |

### 播放電視台
| 放送地域   | 放送局       | 放送期間                                     | 放送日時                                  | 放送系列       | 備考                                   |
| ---------- | ------------ | -------------------------------------------- | ----------------------------------------- | -------------- | -------------------------------------- |
| 關東廣域圏 | 東京電視台   | 2013年12月20日 - 2014年3月28日               | 星期五 25:53 - 26:00                      | 電視東京系列   |                                        |
| 日本全域   | niconico動畫 | 2013年12月20日 - 2014年3月28日               | 星期五 26:00 更新                         | 網路配信       | 「電視東京動畫頻道」内 最新話1週內免費 |
| 日本全域   | AT-X         | 2014年1月6日 - 3月31日 2014年4月7日・4月14日 | 星期一 23:10 - 23:15 星期一 22:25 - 22:30 | 動畫専門CS放送 | 重覆放送                               |

## 外部連結
- プピポー！ | Webマガジン ブラッド | FlexComix Web（日語）
- プピポー!（页面存档备份，存于）（日語）
- TVアニメ「プピポー！」公式サイト，電視動畫官方網站。（日語）
- テレビ東京・あにてれ　プピポー！（页面存档备份，存于），東京電視台的電視動畫官方網站。（日語）
- 噗嗶啵～來自未來～的X（前Twitter）
- 噗嗶啵～來自未來～的Facebook專頁